# На Гранатовых островах
«На Гранатовых островах» — советский остросюжетный фильм 1981 года, снятый Тамарой Лисициан на киностудии «Мосфильм». 
В основу сценария положена повесть Г. А. Боровика «Момент истины» (опубликована в журнале «Смена» за 1980 год). Здесь Г. А. Боровик выступает и как автор сценария.
Однако финалы повести и  фильма — разные. В повести журналисты, кроме погибшего Кларка, возвращаются в Нью-Йорк и участвуют в заседании Совета Безопасности ООН, посвящённом разрешению кризиса вокруг Республики Гранатовые Острова. По сценарию фильма все журналисты, кроме Гарри Максвелла, погибают.

## Сюжет
Действие происходит в вымышленном государстве — Республике Гранатовые Острова. Обнаруженная на островах нефть становится причиной организованного ЦРУ государственного переворота. Группа западных журналистов, аккредитованных при Организации Объединённых Наций (ООН), посещает страну и должна сообщить в своих репортажах, что всё спокойно и никто не посягает на избранную народом власть. В состав группы входит, в частности, один из наиболее популярных американских телеобозревателей Фредди Кларк (Кирилл Лавров), пользующийся репутацией «эталона честности среди работников СМИ».
По окончании визита журналисты улетают, но из-за непогоды вынуждены вернуться в аэропорт отправления. Покинув борт самолёта, они становятся свидетелями того, что не предназначалось для посторонних глаз: здесь начинается операция «Глобус» — полномасштабное вторжение войск США в республику. Неподкупного, принципиального Фредди Кларка и его спутников задерживают и изолируют в небольшом отеле. Подосланный специалист по психологической обработке Калишер любой ценой должен убедить их, что эта война — «народная революция»…

## В ролях
- Кирилл Лавров — Фредди Кларк, популярный в США телеобозреватель
- Владимир Седов —  Гарри Максвелл
- Александр Соловьёв — Эдвард Морр, корреспондент
- Людмила Чурсина — Катлен Габю, французская журналистка
- Эрнст Романов — Стеннард
- Николай Волков — Артур Хольц, фоторепортёр
- Ростислав Плятт — Питер Калишер, сотрудник ЦРУ
- Евгений Лебедев — Астахов, русский эмигрант
- Андрей Харитонов — Игорь, сын Астахова
- Григоре Григориу — Фарадж, местный коллаборационист (озвучивает Артём Карапетян)
- Александр Белявский — Майкл, «Седьмой», сотрудник ЦРУ
- Эве Киви — Инга
- Евдокия Урусова — Мэри
- Юрий Катин-Ярцев — Дэйв, доктор
- Мария Капнист ─ жена владельца отеля
- Игорь Косухин — радиожурналист
- Павел Махотин — политический обозреватель (озвучивает Феликс Яворский)
- Нодар Шашик-оглы — представитель Республики Гранатовые Острова (озвучивает Артем Карапетян)
- Вадим Вильский — сотрудник ЦРУ (нет в титрах)
- Борис Мишин — директор ЦРУ

## Съёмочная группа
- Режиссёр: Тамара Лисициан
- Автор сценария Генрих Боровик
- Оператор: Михаил Ардабьевский
- Композитор: Игорь Ефремов
- Звукорежиссёр: Николай Кропотов
- Художник-постановщик Константин Форостенко

## Интересные факты
- Фильм основан на истории борьбы за Сейшельские острова между СССР и США.
- Фильм фактически предсказал полномасштабное вторжение США на Гренаду в 1983 году, произошедшее двумя годами позднее.
- Картину снимали на Кубе.
- В ленте показан редкий бронеавтомобиль M6 (англ. Armored Car M6), также широко известный под его британским названием «Стагхаунд» (англ. Staghound) — средний бронеавтомобиль США периода Второй мировой войны. Был создан фирмой «Шевроле» (филиалом корпорации «Дженерал моторс») в 1941—1942 годах по совместному заказу Великобритании и Бронетанкового комитета США на разведывательный бронеавтомобиль. На этапе разработки M6 имел обозначение T17E1, однако не был вариантом бронеавтомобиля T17, разработанного другой фирмой на конкурс по тому же заказу, хотя и использовал ряд общих компонентов с ним. В конечном итоге для массового производства был избран T17E1. В ходе серийного производства, продолжавшегося с октября 1942 по декабрь 1943 года, было выпущено 2844 бронеавтомобиля этого типа. Куба приобрела у Никарагуа 28 бывших израильских T-17E1 из-за эмбарго США на поставки оружия на Кубу в 1956 году.
- На протяжении практически всего фильма профессиональный фоторепортёр Артур Хольц расхаживает с советским двухобъективным фотоаппаратом «Любитель-166У». Фотоаппарат имеет внешнее сходство с классической двухобъективной среднеформатной камерой Rolleiflex или подобной, какие были распространены за рубежом до 80-х годов XX века, однако в СССР данный аппарат был легко узнаваем как любительская камера.
- Хольц стреляет в Кларка из пистолета Калишера и убивает его прицельным выстрелом в голову. В фильме показан пистолет марки «Кольт М1911А1» (такие поставлялись в СССР по лендлизу и состояли на вооружении в ВС США до 1985 года). Хотя останавливающая сила пули при стрельбе из данного пистолета очень высока, из него сложно попасть в цель при дальности более 25 метров.